# Antonio de Trueba

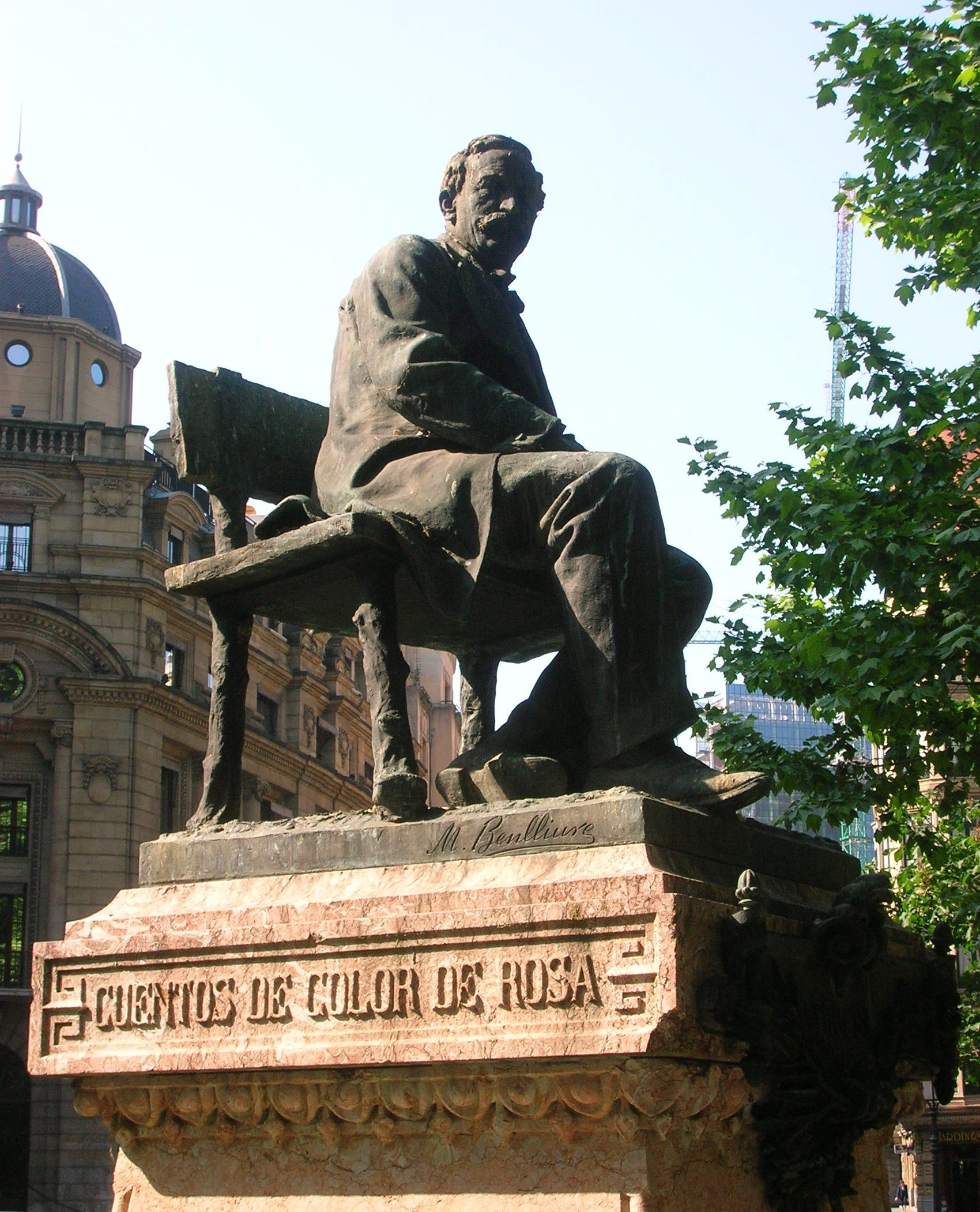
Antonio Trueba, staty i Bilbao

Antonio Maria de Trueba y de la Quintana, född 24 december 1819 i Montellana, Galdames, Baskien, död 10 mars 1889 i Bilbao, var en spansk folklivsskildrare, skald och historiker.
Trueba skickades för att undgå karlistkriget vid 15 års ålder av föräldrarna till Madrid, där han förde en hård kamp mot fattigdomen. År 1853 inträdde han i redaktionen för "La correspondencia autógrafa de España", där de bästa av hans pennas alster såg dagen. Hans vänner försökte kvarhålla honom i Madrid, men längtan till hembygden blev honom övermäktig, och han antog den honom erbjudna platsen som archivero y cronista del Señorio de Vizcaya. 
Truebas första diktsamling, A la torre de Loizaya (1845), är mindre betydande liksom de första novellistiska försöken i åtskilliga tidningar. Med El libro de los cantares (1851) intog han hela folkets hjärta, och många upplagor av boken utkom I El libro de las montañas (1867) lovsjunger han åter kärleken till hem och fosterland. 
Romanerna El Cid Campeador, El señor de Bortedo och Las hijas del Cid visar, att han saknade begåvning för denna genre, under det att han skördat välförtjänta lagrar genom sina folklivsskildringar inom trängre ram, såsom Cuentos de color y rosa, Cuentos campesinos, Cuentos populares, Cuentos de varios colores, Cuentos de vivos y muertos, Cuentos del hogar och Narraciones populares. 
Alla dessa berättelser och sägner från Vizcaya är fina naturmålningar, folklivsskildringar av bland annat stadsbor, bergsbor och lantbor. Hans historiska arbeten, som företrädesvis behandlar baskiska förhållanden, är Historia general de Vizcaya, Descripsión geográfica é histórica de Vizcaya, Bosquejo de la organización social de Vizcaya och Los dias tristes, historien om kampen för bibehållandet av de gamla "fueros".